# Mânzătești, Iași
Mânzătești este un sat în comuna Ungheni din județul Iași, Moldova, România.
Satul Mânzești este amintit pentru prima oară într-un document de la 15 septembrie 1583, când Petru Șchiopul Voievod miluește și întărește Mănăstirii Galata un sat Mânzești pe Jijia, sat care înainte a fost domnesc și a fost dat încă din timpul lui Iancu Sasu Mănăstirii Galata. Mai sunt o serie de acte domnești de la Ieremia Movilă, Radu Mihnea, Ștefan Voievod din anii 1588, 1596, 1598, 1612, 1618, acte amintite în vechile documente ale Mănăstirii Galata și în care este pomenit satul Mânzătești.
Din datele statistice existente reiese că în anul 1907 satul Mânzătești avea 427 de locuitori, un local de școală și o biserică. Acum, sunt peste 860 de locuitori, 300 de gospodării, 270 de locuințe, o școală gimnazială, o grădiniță și o biserică.